# 张华夏
张华夏（1932年12月—2019年11月），中国哲学家。1933年生于广州。1950年考入中山大学经济系，后转入哲学专业，1957年毕业于复旦大学（哲学专业研究生）后，就职于武汉华中工学院（现为华中科技大学），历任哲学教研室主任。1977年调入中山大学组建科学哲学学科点，1985年晋升为教授，历任科学哲学教研室主任直至1996年退休。1988—1990年在英国阿伯丁大学从事访问研究，任该校资深研究员。目前在全国多所高校及研究机构兼任多项职务。
张华夏教授长期从事哲学的教学、研究工作。早期工作集中于马克思主义哲学和“自然辩证法”，中期工作集中于科学哲学、自然哲学和系统哲学，近期工作集中于本体论、认识论和价值哲学。主持过多项国际、全国及省部级研究课题，获得过多项国家级和省部级学术奖。目前已出版学术专著14部、译著3部，发表论文150余篇。